# نووی تراونیک
نووی تراونیک (به لاتین: Novi Travnik) یک منطقهٔ مسکونی در بوسنی و هرزگوین است که در فدراسیون بوسنی و هرزگوین واقع شده‌است.

## خصوصیات
نووی تراونیک ۲۴۲ کیلومترمربع مساحت و ۲۵٬۱۰۷ نفر جمعیت دارد.